# Губін Андрій Вікторович
Андрій Вікторович Губін (рос. Андрей Ви́кторович Гу́бин, при народженні Андрій Валерійович Клементьев (рос. Андрей Вале́рьевич Клеме́нтьев) — радянський і російський естрадний попмузикант, співак, композитор, поет, автор-виконавець, музичний продюсер.

## Біографія

### Ранні роки
Народився 30 квітня 1974 року в Уфі Башкирської АРСР. За однією з версій, батько — банкір. Коли було сім років, його сім'я переїхала в Москву, де через відсутність прописки винаймала квартири в різних районах міста. Внаслідок частих переїздів йому доводилося часто міняти школи.
У старших класах середньої школи захопився шахами, потім займався футболом і навіть деякий час грав за юнацьку збірну Москви, але після перелому ноги був змушений піти зі спорту.

### Музична і телевізійна діяльність

#### 1980
У віці чотирнадцяти років написав свою першу пісню «Хлопчик-бродяга».
У 1989 році випустив музичний диск «Я — бомж» з піснями під гітару. Диск був непрофесійним, вийшов накладом у 200 примірників і складався з пісень соціально-політичного змісту. Потім вийшло ще два інших непрофесійних альбомів: «Аве Марія» і «Принц і жебрак».
З 1989 року працював журналістом в молодіжній телепрограмі «До 16 і старше» на Першій програмі Центрального телебачення Держтелерадіо СРСР, де почалася його публічна діяльність. У цій передачі відбувся його перший вокальний виступ з власною піснею «Наша школа з військовим ухилом».

#### 1990
У 1990 році, після інтерв'ю з Андрієм Макаревичем, яке вважав невдалим, вирішив реалізувати себе в музиці. Згодом визнав, що поспішив з висновками.
Після закінчення середньої школи вступив на вокальне відділення Державного музичного училища імені Гнесіних в Москві, але був виключений після першого курсу за порушення відвідуваності. В результаті, до теперішнього часу не отримав ніякої музичної освіти.
У 1994 році виступив на фестивалі «Золота осінь Славутича», де познайомився з Леонідом Агутіним, за підтримки якого в 1995 році вийшов перший студійний альбом Губіна «Хлопчик-бродяга». До кінця 1995 року було продано понад 500 000 оригінальних копій дебютного альбому.
У 1998-1999 роках знявся в кліпі «Шуба-дуба» попгрупи «Карамель».
У 1998 році вийшов другий студійний альбом Губіна «Тільки ти». З цією програмою в 1998-1999 роках артист почав виступати сольно в Росії, Казахстані, Білорусі та Україні.

#### 2000
У 2000 році брав участь в проєкті Фабрика Зірок
У 2001 році Губін випустив диск «Найкраще» і на час зупинив гастролі й концерти.
У 2002 році вийшов його четвертий студійний альбом «Завжди з тобою».
У 2004 році Губін записав агітаційну пісню «DJ Путін», випущену лейблом «Шаурма рекордз» на диску «Пісні про Путіна». В кінці того ж року написав пісню «Ла-ла-ла» для Жанни Фріске, яка щойно почала сольну кар'єру. Пізніше вона переспівала його пісню «Мама Марія».
У 2007 році з'явилася нова пісня «Лена». Також Губін продюсував співачку Юлію Беретту.
У 2009 році в інтернет потрапила незакінчена пісня «Ніжність».
Також написав кілька пісень для Майка Мироненка (наприклад, «Привіт, малюк!» і «Але кого»).

#### 2010
У 2012 році Губін був героєм ток-шоу «Нехай говорять» на «Першому каналі», де розповів про життя поза сценою і відповів на питання.
6 червня 2017 року Губін взяв участь у програмі «Прямий ефір» на телеканалі «Росія»
25 червня Губін був героєм ток-шоу «Зірки зійшлися» на телеканалі «НТВ».
23 вересня був героєм ігрового шоу «Секрет на мільйон» на телеканалі НТВ.
Нині Андрій Губін рідко з'являється на публіці, в основному — як член журі на конкурсах. У нечисленних інтерв'ю стверджує, що записав кілька нових пісень, спростовує чутки про своє зловживання алкоголем.

### Хвороба
Відхід із великої сцени Андрій Губін пояснює серйозними проблемами зі здоров'ям. У середині 2000-х років йому було поставлено діагноз — лівостороння прозопалгія особи — хвороба нервової системи, через яку людина відчуває постійний лицьовий біль. Причиною захворювання лікарі називають недосипання, перевтому, хронічний стрес.

## Дискографія

### Студійні альбоми
- 1995 — «Мальчик-бродяга»
- 1998 — «Только ты»
- 2000 — «Было, но прошло»
- 2002 — «Всегда с тобой»

### Збірники й колекційні видання
- 2001 — «The Best»
- 2002 — «V.I.P»
- 2003 — «Платиновая коллекция»
- 2004 — «The Best — Время романтиков»
- 2005 — «Дверь открой»
- 2008 — «The Best + DVD»
- 2013 — «С тобою рядом»
- 2014 — «Андрей Губин, Влад Сташевский — Golden Hits Collection»

### Пісні
- 1994 — «Лиза»
- 1995 — «Мальчик-бродяга»
- 1995 — «Дай мне слово»
- 1996 — «Ночь»
- 1997 — «Зима-холода»
- 1998 — «Милая моя далеко»
- 1998 — «Я знаю, ты знаешь»
- 1998 — «Птица»
- 1998 — «Забытый тобой»
- 1999 — «День и ночь»
- 1999 — «О тебе мечтаю я»
- 1999 — «Плачь, любовь!»
- 2000 — «Без тебя»
- 2000 — «Облака»
- 2000 — «Было, но прошло»
- 2001 — «Листопад»
- 2001 — «Убегает лето»
- 2001 — «Не бесконечна зима»
- 2002 — «Танцы»
- 2002 — «Будь со мной»
- 2002 — «Она одна»
- 2003 — «К Алине»
- 2003 — «Девушки, как звёзды»
- 2003 — «Я и ты»
- 2004 — «Время романтиков»
- 2004 — «Солнышко»
- 2004 — «Мама Мария»
- 2004 — «Те, кто любит» (feat. «Краски»)
- 2005 — «На работу»
- 2005 — «Дверь открой»
- 2007 — «Лена»
- 2009 — «Нежность»

### Відеокліпи
| Рік  | Кліп                                  | Режисер             | Альбом          |
| ---- | ------------------------------------- | ------------------- | --------------- |
| 1994 | Лиза                                  | Ірина Максимова     | Мальчик-бродяга |
| 1995 | Мальчик-бродяга                       | Сергій Кальварський | Мальчик-бродяга |
| 1996 | Ночь                                  | Ірина Максимова     | Мальчик-бродяга |
| 1996 | Дай мне слово                         | Анатолій Берсенєв   | Только ты       |
| 1997 | Зима-холода                           | Олександр Солоха    | Только ты       |
| 1998 | Я знаю, ты знаешь                     | Михайло Хлебородов  | Только ты       |
| 1998 | Птица                                 | Ігор Коробейников   | Только ты       |
| 1999 | Плачь любовь                          | Михайло Хлебородов  | Было, но прошло |
| 2000 | Было, но прошло (неизданное)          | Сергій Кальварський | Было, но прошло |
| 2000 | Облака                                | Євген Митрофанов    | Было, не прошло |
| 2000 | Без тебя                              | Ірина Миронова      | Облака          |
| 2002 | Танцы                                 | Дмитро Захаров      | Всегда с тобой  |
| 2002 | Будь со мной                          | Дмитро Захаров      | Всегда с тобой  |
| 2002 | Она одна                              | Ірина Миронова      | Всегда с тобой  |
| 2003 | Девушки, как звезды                   | Ірина Миронова      | Всегда с тобой  |
| 2003 | Я всегда с тобой (feat. Ольга Орлова) | Дмитро Захаров      | Всегда с тобой  |
| 2004 | Солнышко                              | Ірина Миронова      | без альбому     |
| 2004 | Те, кто любит (feat. Краски)          | Дмитро Захаров      | без альбому     |